# ボヘミア四重奏団
ボヘミア四重奏団は、1891年に結成された弦楽四重奏団。1918年よりチェコ四重奏団 (チェコ語: České kvarteto) に改名し、1934年に解散した。また、スク四重奏団と呼ばれたこともあった。

## 歩み
ブダペストにおいて、アントニン・ベネヴィッツの3人の門人（カレル・ホフマン、ヨセフ・スク、オスカル・ネドバル）と、ハヌシュ・ヴィハーンの門人（オタカル・ベルゲル）によって結成された。ヴィハーン自身がミュンヘン宮廷のルートヴィヒ2世専属の弦楽四重奏団員を務めたチェリストであり、1888年からプラハ音楽院の教授を務めていた。門弟のベルゲルが夭折すると、自らその後任チェリストを務めて四重奏団を監督したが、1913年には演奏旅行の激務のために、演奏活動から引退せざるを得なくなり、教職に復帰している。ヴィハーンの後任は、ラディスラフ・ゼレンカであった。ゼレンカは1911年からシェフチーク＝ラツキー四重奏団のチェリストだった人物である。1906年にヴィオラ担当のネドバルが退団するとイェジー・ヘロルドを、1933年に第2ヴァイオリンのスクが引退するとスタニスラフ・ノヴァークをそれぞれ後継者として迎えている。
ボヘミア四重奏団は、特にスメタナとドヴォルジャークの弦楽四重奏曲に力を入れてヨーロッパ各地で演奏旅行を繰り返し、温かな音色と強烈なリズムで評価された。1922年には団員全員がプラハ音楽院の教授に迎えられている。多くの作曲家から作品を献呈されたり、あるいは数々の作品の世界初演を行なっており、例えばヤナーチェクの《ないしょの手紙》もその一例にほかならない。主要なレパートリーであった同胞の作品のいくつかを録音に遺しており、団員だったヨセフ・スクの作品も取り上げている。